# Guerrico (Buenos Aires)
Guerrico es una localidad del partido de Pergamino, provincia de Buenos Aires, Argentina. Se encuentra a la vera de la Ruta Nacional 188, distando 33 km de la ciudad de Pergamino. Se ubica a pocos km del Arroyo del Medio que marca el límite con la provincia de Santa Fe.

## Curiosidades
Los futbolistas Dante Rossi y Adolfo Hirsch nacieron en Guerrico y se nacionalizaron sanmarinenses, disputando ambos y en simultáneo partidos para la selección de dicho país. Otro futbolista también nacionalizado sanmarinense y que también disputó partidos para la Selección de fútbol de San Marino, Danilo Rinaldi, nació en Conesa, a sólo 10 kilómetros de Guerrico.

## Población
Cuenta con 774 habitantes (Indec, 2010), lo que representa un descenso del 2,5% frente a los 794 habitantes (Indec, 2001) del censo anterior.
| Gráfica de evolución demográfica de Guerrico entre 1991 y 2010 |
|                                                                |
| Fuente: Censos nacionales del INDEC                            |

## Parroquias de la Iglesia católica en Guerrico
| Diócesis       | San Nicolás de los Arroyos |
| -------------- | -------------------------- |
| Cuasiparroquia | Inmaculada Concepción      |